# Compagnie des chemins de fer d'intérêt local de la Meuse

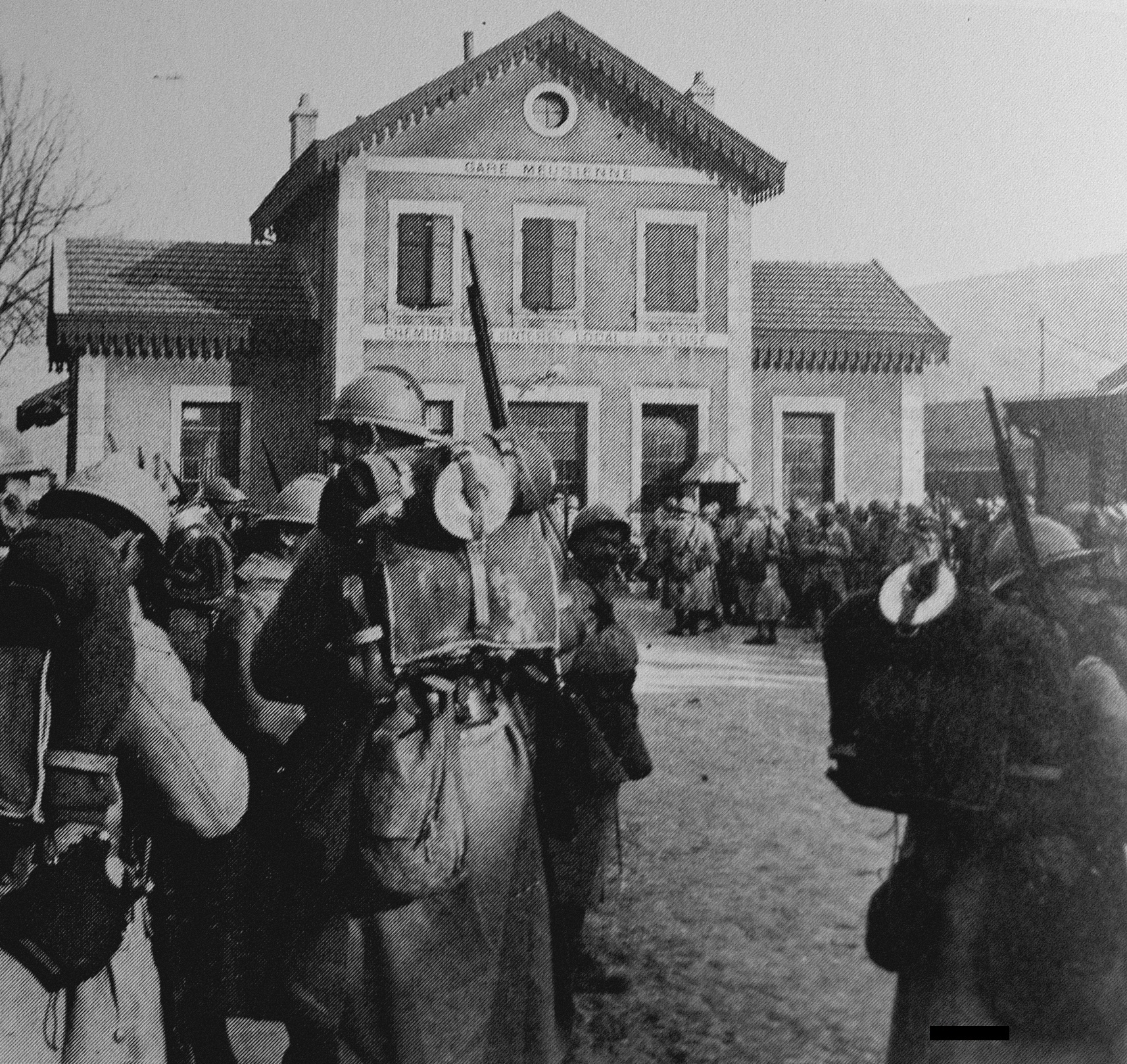
Gare Meusienne - Chemins de fer d'intérêt locale de la Meuse

La Compagnie des chemins de fer d'intérêt local de la Meuse est une société qui a reçu la concession d'une ligne de chemin de fer entre Haironville à Triaucourt via Revigny-sur-Ornain, dans le département de la Meuse. 
Cette ligne à voie métrique mesure 62 km de long, ouverte en 1884. La compagnie tombe en faillite en 1886, et la ligne est ensuite intégrée à la compagnie Varinot pour former le réseau ferroviaire du département de la Meuse appelé le Meusien.